# Seada
La seada (anche sebada, sevada, savada e sevata in lingua sarda) è un dolce fritto tipico della tradizione sarda a base di semola, formaggio pecorino e miele (o zucchero) come condimento.
In italiano, il nome del piatto al singolare (seada) è spesso erroneamente modificato in "seadas", che è in realtà il nome sardo al plurale. Dal momento che la lingua sarda appartiene a una branca romanza diversa dall'italiano, il plurale delle parole è ottenuto con aggiunta finale della lettera s: sa seada, sas / is seadas ("la seada, le seadas"). Tuttavia, poiché è assente un’univocità sul termine italianizzato, non è raro l’uso in italiano del calco “la sevada”/“le sevade”.

## Etimologia e storia
Erroneamente ritenuto piatto di origine spagnola (cebar, in spagnolo, tra gli altri significati ha quello di "cibare, alimentare"; cebada è il participio passato), deve il suo nome alla cebada, cioè alla graminacea nota anche come Hordeum vulgare, cereale noto in Sardegna sin dal Paleolitico insieme al farro e avena, coltivato in larga scala in epoca nuragica e soprattutto ai tempi dell'antica Roma.
Secondo il DES (Dizionario Etimologico Sardo) di Max Leopold Wagner, la seada sarebbe così chiamata per il suo “lustro untuoso”, il nome deriverebbe dal termine sardo sebu/seu che indica il grasso animale, che in origine veniva utilizzato per la realizzazione del piatto, il sevo (su ògiu seu), ricavato dal  grasso degli ovini e non dei suini come lo strutto (ògiu de porcu).

## Origine e produzione
Da un recente studio, la seada ha origine nelle montagne dell'Ogliastra settentrionale, e da quelle della Barbagia di Ollolai, in particolare tra i paesi di Dorgali e Urzulei, ma essendo un prodotto a base di formaggio, la sua diffusione è da ricercare nelle altre zone dell'isola tradizionalmente legate alla pastorizia, quindi l'area definita tra il Logudoro e le Baronie, i luoghi quindi dove per via delle transumanze si poteva trasmettere il sapere. La seada è attualmente considerata un dolce anche se in origine rientrava tra le pietanze principali tanto da poter sostituire un secondo.
La seada viene prodotta ormai in tutta l'isola, laddove la produzione artigianale è ancora prevalente nelle zone a maggior vocazione economica pastorale. Da qualche anno si stanno diffondendo anche versioni "commerciali" reperibili nelle grandi catene di distribuzione. Esistono varie interpretazioni della ricetta base, ma i tipi sono sostanzialmente due: con formaggio cotto e con formaggio crudo: quest'ultima è detta in lingua sarda a sa mandrona, ossia "in modo pigro".
Ogni anno viene indetto da Laòre, agenzia per l'attuazione dei programmi regionali in campo agricolo e per lo sviluppo rurale appartenente alla Regione Sardegna, un ambìto premio per la migliore seada artigianale.

## Ingredienti e preparazione

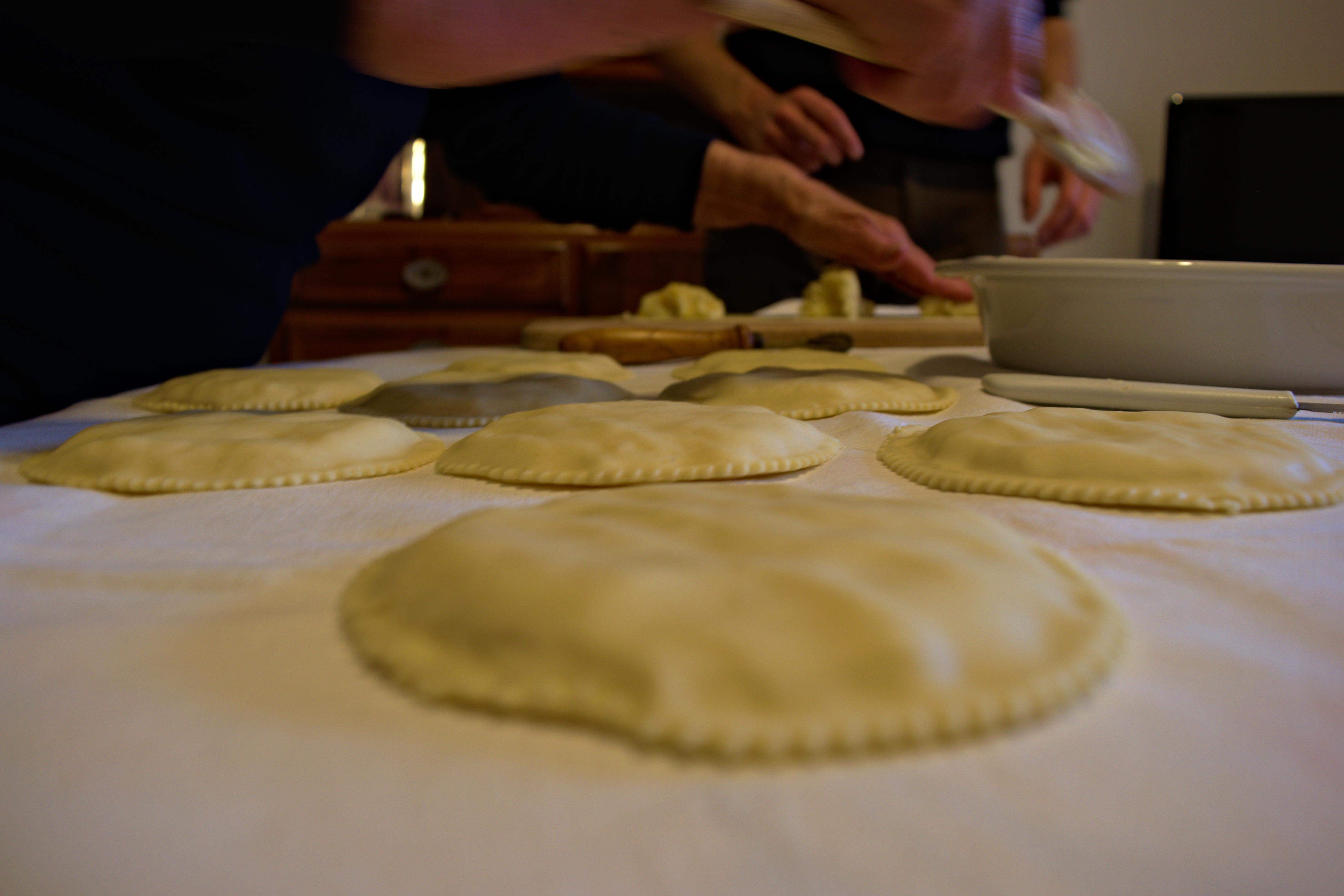
Preparazione casalinga delle seadas

Gli ingredienti principali sono: semola, strutto animale, formaggio fresco acido (in sardo "casu furriau", in gallurese "pischedda"), miele (o zucchero) ed eventualmente scorza di limone grattugiata.
Il formaggio può essere vaccino, ma la ricetta originale nasce con il formaggio pecorino che risulta ideale nella preparazione di questo piatto. Nel caso si utilizzi il formaggio vaccino, questo va fatto inacidire senza farlo passare per la salamoia, lasciandolo a temperatura ambiente. È acido al punto giusto quando, riscaldato, fila. Per la variante con formaggio cotto, il formaggio va tagliato a scaglie e disciolto in un tegamino con una piccola quantità di latte perché non si attacchi e quindi una volta sciolto va addizionato di scorza di limone grattugiata. Col formaggio si fanno dei dischi di circa 12–15 cm di diametro e 8 mm di altezza. Per la variante con formaggio crudo, quest'ultimo viene grattugiato grossolanamente o più semplicemente tagliato a schegge e addizionato della scorza di limone grattugiata. Si lavora la sfoglia (semola sarda, acqua e strutto) ben fine. Sulla sfoglia si pongono i dischi di formaggio, li si ricopre con un'altra sfoglia e si fanno dei "ravioloni" tondi, con un margine di 4-5 millimetri eccedente il diametro del disco di formaggio, eliminando bene l'aria dall'interno della seada.

## Consumo

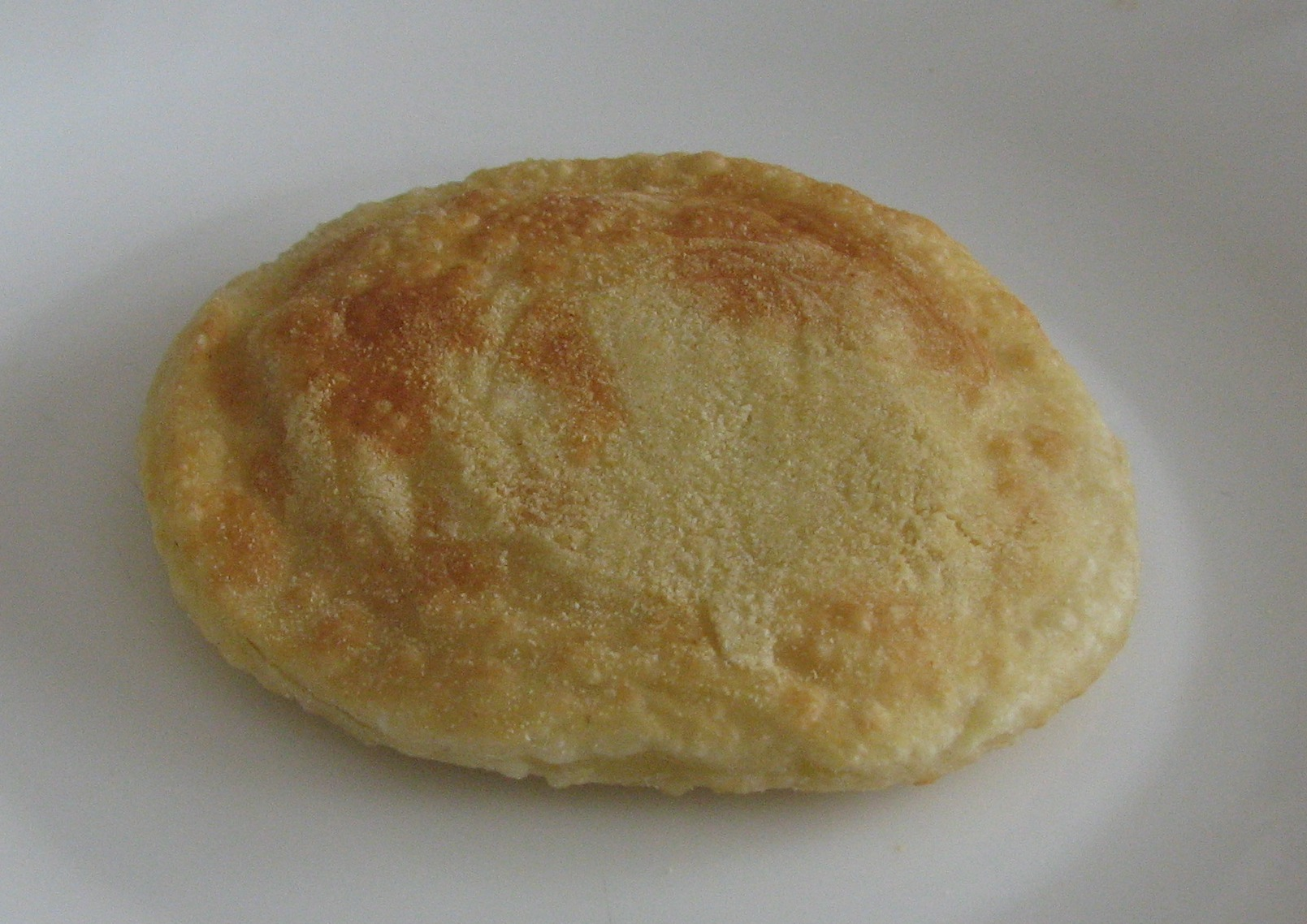
Una seada pronta per essere consumata

La seada va consumata fresca, prima che la sfoglia si secchi, quindi entro uno-due giorni. Si frigge in abbondante olio, eventualmente capovolgendola a metà cottura, ma è preferibile cuocere la parte superiore versando l'olio sopra con un cucchiaio, facendo molta attenzione a non bucare la sfoglia per evitare che entri l'olio o ne fuoriesca il formaggio fuso. Infine la sfoglia va immersa in miele scaldato in un pentolino sino a diventare liquido e servita su piatto immediatamente, prima che il ripieno si raffreddi e solidifichi.
Si accompagna egregiamente a vini dolci bianchi e aromatici quali la Malvasia di Bosa, la Vernaccia di Oristano, le tipologie di vino previste nel disciplinare Vermentino di Gallura DOCG, il Vermentino di Sardegna, il Moscato di Sardegna e l'Anghelu Ruju. Variante: per cospargere il miele sulla seada (ammerrare sas seadas) riscaldare il miele con un po' d'acqua in un pentolino capace e quando il miele è in ebollizione immergerle a una a una, subito ritirarle e sistemarle a colonna su un piatto da portata, quindi versarvi il resto del miele.